# Banshee (Medienspieler)
Banshee (benannt nach einer irischen Todesfee) war ein plattformunabhängiger Medienspieler. Er wurde unter der MIT-Lizenz verbreitet und war somit eine freie Software. Die Entwicklung fokussierte sich primär auf unixoide Betriebssysteme, es gab jedoch experimentelle Portierungen für Windows und macOS.
Banshee findet sich in den Paketquellen vieler Linux-Distributionen. Ab Version 11.04 war es die Standard-Software für Medienwiedergabe unter Ubuntu, wurde jedoch bereits mit Version 12.04 wieder ersetzt.

## Technik
Die Software ist in C# programmiert und fußt ferner auf der Mono-Laufzeitumgebung sowie GTK für die graphische Benutzeroberfläche. Zum Dekodieren wird GStreamer als Back-End verwendet; als Datenbank für das Katalogisieren der Audio- und Videodateien wird SQLite eingesetzt.

## Geschichte
Die erste Veröffentlichung vom 17. Februar 2005 (Version 0.1) lief unter dem Namen „Sonance“. Version 0.8.2 vom 4. August trug den heutigen Namen. Version 1.0 wurde am 5. Juni 2008 freigegeben, für die die Software von Grund auf neu geschrieben wurde.
Ab Version 1.4 vom 10. November 2008 ist Banshee auch für Windows-Betriebssysteme kompilierbar.
In der für April 2011 zur Fertigstellung angesetzten Version 11.04 der populären Linux-Distribution Ubuntu trat Banshee als Standard-Audiospieler an die Stelle von Rhythmbox (den eigentlichen Standard der verwendeten Arbeitsumgebung Gnome). In Ubuntu 12.04 wurde jedoch erneut Rhythmbox der Standard-Player.
Mittlerweile haben über 140 Entwickler, 111 Übersetzer, sowie sechs Grafikdesigner an dem Projekt mitgewirkt, das von Aaron Backover initiiert wurde. Es existieren verschiedene Abkömmlinge wie „Helix Banshee“; durch das Fehlen einer Copyleft-Bedingung in der verwendeten Lizenz auch proprietäre wie „Moovida“.
Die letzte stabile Veröffentlichung erfolgte im Februar 2014. Am 19. November 2018 wurde Banshee aus dem Unstable-Zweig von Debian entfernt, da es von den Entwicklern nicht mehr gepflegt wird und von veralteten Gnome-Bibliotheken abhängt. Debian ist u. a. die Basis für Ubuntu, sodass das letztere wahrscheinlich ebenfalls zukünftig ohne Banshee erscheinen wird.

## Funktionsumfang
Zum Ordnen der eigenen Mediensammlung steht ein integrierter Tag-Editor bereit sowie die Möglichkeit, Dateien entsprechend den Metadaten automatisch umbenennen zu lassen. Der Benutzer kann Elemente seiner Sammlung bewerten, damit diese in „intelligenten Wiedergabelisten“ weniger beliebten Elementen vorgezogen werden. Lieder können auf ihre Geschwindigkeit hin analysiert werden, worauf die Auto-DJ-Funktion im Zufallsmodus ähnlich klingende Lieder aneinanderreiht und somit eine relativ gleichbleibende musikalische Stimmung hält. Weitere Funktionen, wie das automatische Nachladen von Covern aus dem Internet, das Feinabstimmen der Akustik mittels Equalizer oder das Abonnieren von Podcasts beherrscht Banshee ebenfalls. Vielerlei Funktionen sind als Plug-ins realisiert, so dass der Benutzer nicht benötigte Programmteile gänzlich entfernen kann.
Besonderes Augenmerk liegt auf der Kompatibilität zu Hardware-Medienspielern wie Apple iPod, Zen und Android-Geräten. So unterstützt Banshee die individuellen Protokolle der Geräte.